# Кирк Элин
Кирк Элин (англ. Kirk Alyn), настоящее имя Джон Фегго-младший (англ. John Feggo Jr., 8 октября 1910 года, Оксфорд, Нью-Джерси — 14 марта 1999 года, Те-Вудлендс, Техас, США) — американский актёр.

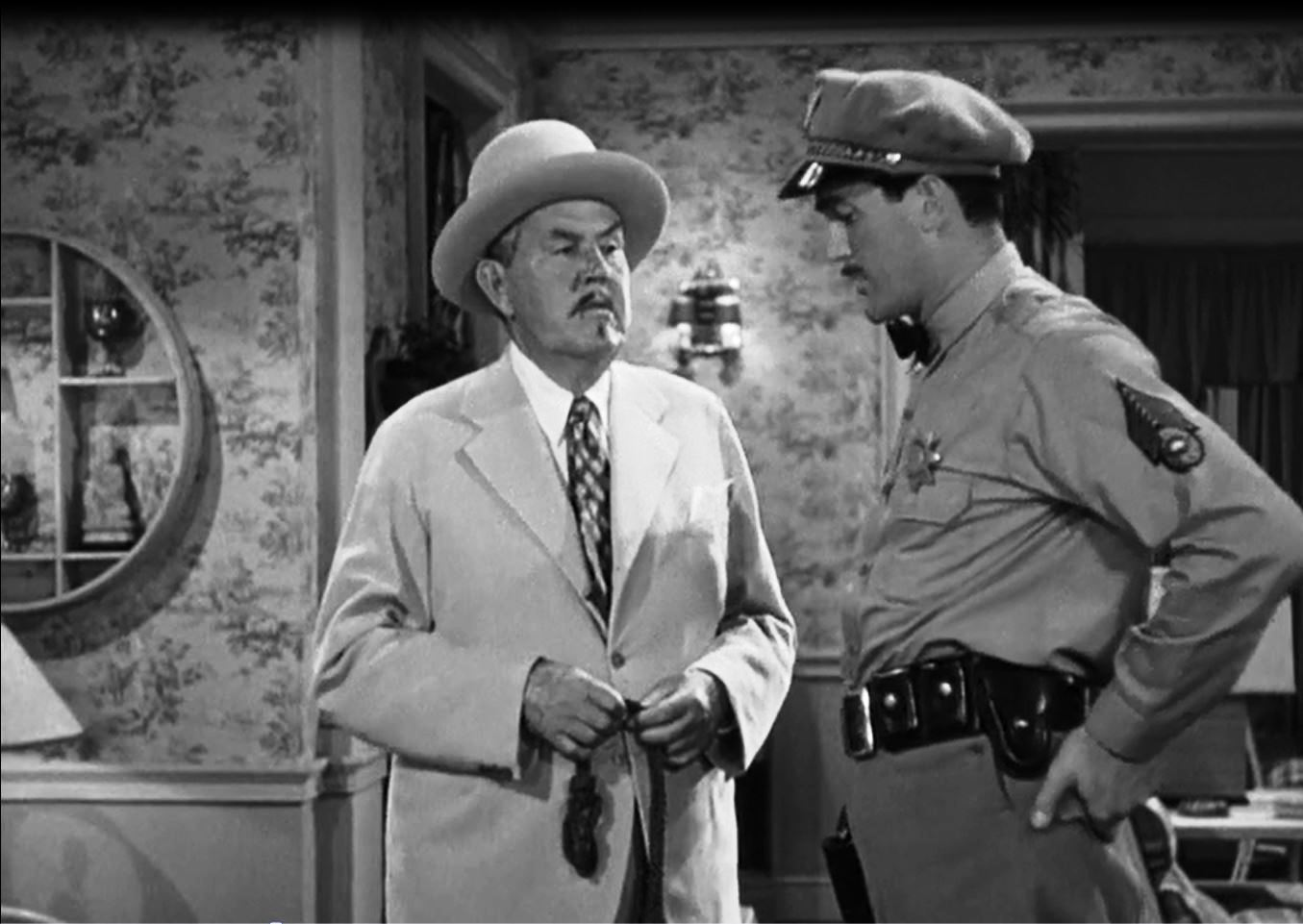

## Биография
Джон Фегго-младший родился 8 октября 1910 года в Оксфорд, штат Нью-Джерси, в семье венгерских иммигрантов. Окончив школу, будущий актёр учился в Колумбийском Университете. Его актёрская карьера началась с того, что Кирк Элин пел и танцевал в кордебалете, выступал в водевилях, и, наконец, в 30-х годах принял участие в нескольких бродвейских постановках.
В 1930-м он впервые появился на экране в составе массовки. В 1934-м он под именем Джека Фаго (англ. Jack Fago) получил небольшую роль в романтической музыкальной комедии «Частные уроки», но активно сниматься стал только с 1942 года. Кирк Элин был высоким (185 см) и весьма привлекательным брюнетом, но только в 10 из 28 фильмов, в которых он сыграл за 6 лет, его имя было упомянуто в титрах.
Перелом в карьере наступил в 1948 году, когда Элину предложили роль в первой экранизации «Супермена». Черно-белый киносериал состоял из 15 коротких эпизодов, их общая продолжительность — 244 минуты. Серию показывали в кинотеатрах по одной в неделю, как правило, перед показом основного фильма, и обрывали на самом интересном месте. С развитием телевидения жанр киносериала изжил себя.
Супермен Кирка Элина выглядел совершенно так же, как в комиксах — с точеным лицом и завитком черных волос на лбу. Сериал рассказывал о прибытии Супермена на Землю, о том, как он под видом скромного тюфяка Кларка Кента устроился репортером в газету «Daily Planet», как встретил Лоис Лейн. Сюжет закручивался вокруг противостояния Супермена и суперзлодейки Леди-Паучихи. Роль Лоис Лейн исполнила актриса Ноэль Нилл, которая потом сыграла ту же роль уже в телевизионном сериале «Приключения Супермена» с Джорджем Ривзом. Элину предлагали главную роль в телесериале 1951 года, но он по какой-то причине отказался.
Спустя два года вышел второй киносериал, тоже состоящий из 15 коротких серий, «Атомный Человек против Супермена», в котором появился привычный нам злодей Лекс Лютор.
Казалось бы, роль Супермена должна была вывести Кирка Элина в ряды голливудских звезд, но этого не случилось. Какое-то время он удерживался на плаву, получая крохотные роли на телевидении, затем вовсе исчез, переехав куда-то в Аризону.
В 1974-м актёр опубликовал автобиографию «Работа для Супермена».
После десятилетнего перерыва Кирк Элин ненадолго вернулся в кино. Первым делом он мелькнул в возрождении 'Супермена', фильме 1978 года, в котором роль Кларка Кента/Супермена сыграл ещё один голливудский красавец Кристофер Рив. Кирк Элин появился в крохотной роли доктора Сэма Лейна, отца Лоис. В 1979 году актёр сыграл старика в одном из эпизодов культового телесериала «Звёздный крейсер „Галактика“», в 1981-м исполнил одну из небольших ролей в пародийной комедии «Супербмен: Другое кино» (Superbman: The Other Movie). Его последней работой стала роль профессора Мэчина в фильме ужасов «Скальпы» (Scalps), и после этого он уже не снимался.
В 1942 году Кирк Элин женился на актрисе Вирджинии О’Брайен, известной не только своей красотой, но и бесстрастным, невозмутимым выражением лица и ровным тоном голоса, которые стали её фирменными знаками. Она даже пела с ледяным выражением. Вирджиния родила мужу двух дочерей и сына, но из их брака все равно ничего не вышло, и в 1955 году они развелись. Для Вирджинии это был второй брак из трех, а вот Элин больше не женился.
Актёр скончался 14 марта 1999 года в Те-Вудлендсе, штат Техас, в возрасте 88 лет.

## Фильмография
- 1930 — Fast and Loose (в титрах не указан)
- 1934 — Частные уроки / Private Lessons — Джон Хамфрис
- 1937 — Bashful Ballerina (в титрах не указан)
- 1937 — Rooftop Frolics
- 1942 — Моя сестра Эйлин[англ.] / My Sister Eileen — кадет португальского торгового флота (в титрах не указан)
- 1942 — Счастливчик Джордан[англ.] / Lucky Jordan — друг Перл (в титрах не указан)
- 1942 — Ты никогда не была восхитительнее[англ.] / You Were Never Lovelier — грум Джулии (в титрах не указан)
- 1943 — Воздушный стрелок[англ.] / Aerial Gunner — офицер (в титрах не указан)
- 1943 — Война в Северной Атлантике[англ.] / Action in the North Atlantic (в титрах не указан)
- 1943 — Заморочки Мейси[англ.] / Swing Shift Maisie (в титрах не указан)
- 1943 — Человек с Рио-Гранде[англ.] / The Man from the Rio Grande — Том Трейнор
- 1943 — Железный майор[англ.] / The Iron Major — Джон Кавано (в титрах не указан)
- 1943 — Is Everybody Happy? — Ларри Тью (в титрах не указан)
- 1943 — Overland Mail Robbery — Том Хартли
- 1943 — Mystery Broadcast — молодой полицейский (в титрах не указан)
- 1943 — Pistol Packin' Mama — Дж. Лесли Бёртон III
- 1943 — Парень по имени Джо[англ.] / A Guy Named Joe — офицер в аду (в титрах не указан)
- 1944 — Четыре девушки в джипе[англ.] / Four Jills in a Jeep — пилот (в титрах не указан)
- 1944 — Ритм Бродвея[англ.] / Broadway Rhythm (в титрах не указан)
- 1944 — Однажды[англ.] / Once Upon a Time (в титрах не указан)
- 1944 — Ковбой и сеньорита[англ.] / Cowboy and the Senorita (в титрах не указан)
- 1944 — Спокойной ночи, дорогая[англ.] / Goodnight, Sweetheart — репортёр (в титрах не указан)
- 1944 — Сорок разбойников[англ.] / Forty Thieves — Джерри Дойл
- 1944 — Call of the Rockies — Нед Крейн
- 1944 — The Girl Who Dared — Джош Кэрролл
- 1944 — Гроза над Лиссабоном[англ.] / Storm Over Lisbon (в титрах не указан)
- 1946 — Дочь Дона Q[англ.] / Daughter of Don Q — Клифф Робертс
- 1946 — Время их жизни[англ.] / The Time of Their Lives (в титрах не указан)
- 1946 — Ловушка[англ.] / The Trap — сержант Рейнолдс
- 1947 — Начало конца[англ.] / The Beginning or the End — учёный (в титрах не указан)
- 1947 — Маленькая мисс Бродвей[англ.] / Little Miss Broadway — детектив Мел О’Брайен
- 1947 — Сладкая Женевьева[англ.] / Sweet Genevieve — доктор Райт
- 1948 — Супермен / Superman — Супермен / Кларк Кент
- 1948 — Три мушкетёра / The Three Musketeers — друг Арамиса (в титрах не указан)
- 1949 — Federal Agents vs. Underworld, Inc — инспектор Дэвид Уорт
- 1949 — Дева мщения[англ.] / Bride of Vengeance (в титрах не указан)
- 1949 — Radar Patrol vs. Spy King — Крис Калверт
- 1950 — Атомный Человек против Супермена / Atom Man vs. Superman — Супермен / Кларк Кент
- 1950 — Игорный дом[англ.] / Gambling House — сотрудник ФБР (в титрах не указан)
- 1951 — Когда миры столкнутся / When Worlds Collide — бунтовщик (в титрах не указан)
- 1951 — Приключения Кита Карсона[англ.] / The Adventures of Kit Carson — Фрэнк Перри
- 1952 — The Miraculous Blackhawk: Freedom's Champion — Чёрный Ястреб
- 1952 — Дикарь[англ.] / The Savage — санитар (в титрах не указан)
- 1954 — Lux Video Theatre — Билл Уотерман
- 1954 — Энни Оукли[англ.] / Annie Oakley — Артур Блоджетт / Дюк Роделл
- 1955 — Приключения Чемпиона[англ.] / The Adventures of Champion — Джеймс Ньютон
- 1956 — История Эдди Дучина[англ.] / The Eddy Duchin Story (в титрах не указан)
- 1956 — Буффало Билл-младший[англ.] / Buffalo Bill, Jr. — Крейг Холлистер / Ретлоу
- 1956 — Дорожный патруль[англ.] / Highway Patrol — сержант / патрульный
- 1957 — Начало конца / Beginning of the End — пилот B-52 (в титрах не указан)
- 1957 — No Time to Be Young (в титрах не указан)
- 1959 — Обнажённый город[англ.] / Naked City — сержант Мюллер
- 1962 — Деннис-мучитель[англ.] / Dennis the Menace — Мартин
- 1962 — Шеннон[англ.] / Shannon — Билл Лунд
- 1965—1966 — Хэзел[англ.] / Hazel (в титрах не указан)
- 1966 — Гиджет[англ.] / Gidget (в титрах не указан)
- 1961—1966 — Шоу Донны Рид / The Donna Reed Show — Стив Слокам / мистер Кроуфорд
- 1965—1966 — Я мечтаю о Джинни[англ.] / I Dream of Jeannie — журналист / охранник
- 1967 — Бэннинг[англ.] / Banning (в титрах не указан)
- 1968 — Пи Джей[англ.] / P.J. (в титрах не указан)
- 1970 — Большая белая надежда / The Great White Hope (в титрах не указан)
- 1978 — Супермен / Superman — генерал Сэм Лейн (в титрах не указан)
- 1979 — Звёздный крейсер «Галактика» / Battlestar Galactica — старик
- 1981 — Time Warp
- 1981 — Superbman: The Other Movie — Па Кант
- 1983 — Скальпы[англ.] / Scalps — профессор Мэчин